# Oncideres ocularis
Oncideres ocularis är en skalbaggsart som beskrevs av Thomson 1868. Oncideres ocularis ingår i släktet Oncideres och familjen långhorningar. Inga underarter finns listade i Catalogue of Life.